# 小行星88878
小行星88878（88878 Bowenyueli）是一颗绕太阳运转的小行星，为主小行星带小行星。该小行星于2001年9月20日发现。
該小行星以香港中文大學的校訓「博文約禮」命名。

## 轨道参数
小行星88878的轨道半长轴为404 087 911 km，2.7011224 UA，离心率为0.080。